# Hôtel Lejeune

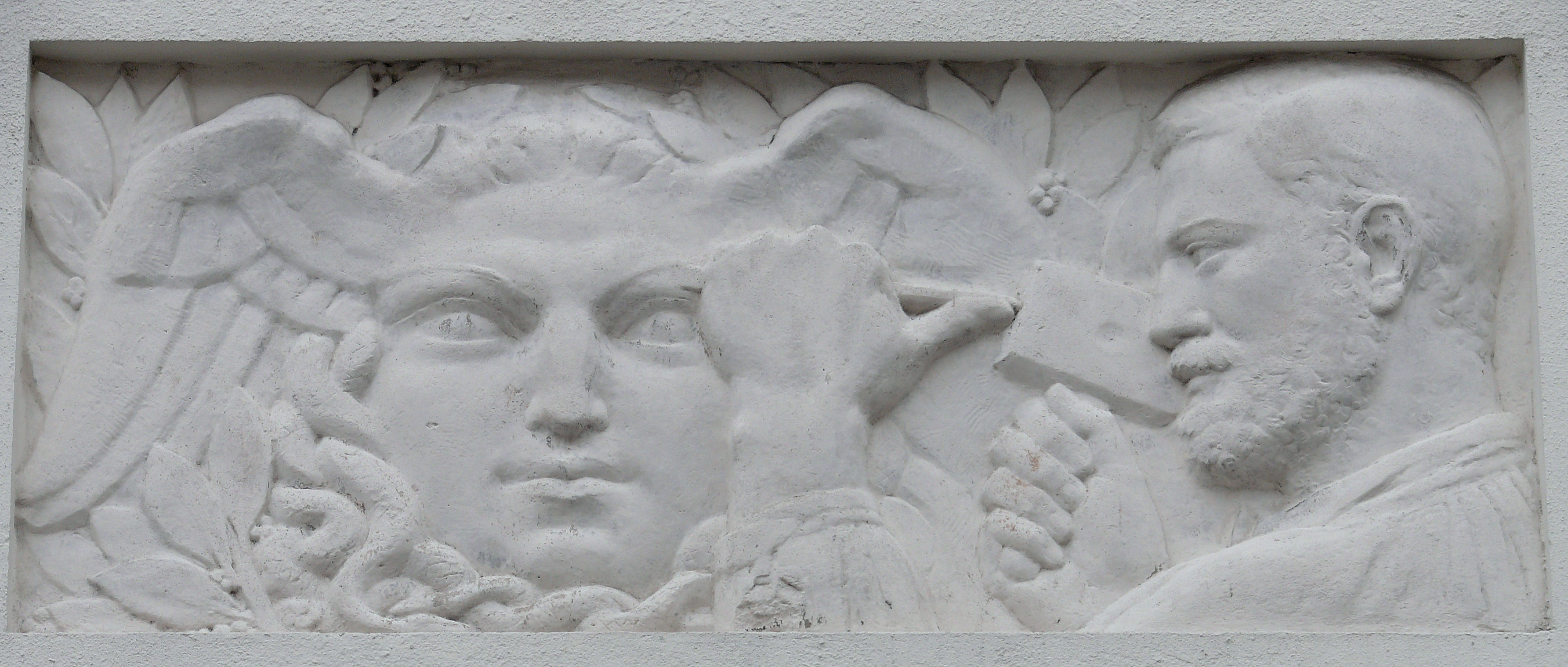
Basreliéf na fasádě představující sochaře při práci

Hôtel Lejeune je městský palác ve stylu art deco v Paříži na Montmartru. Nachází se na křižovatce Avenue Junot a Rue Simon-Dereure v 18. obvodu.

## Historie
Dům si nechal postavit v roce 1927 francouzský sochař Louis-Aimé Lejeune (1884-1969). Architektem byl Adolphe Thiers. Fasáda a střechy jsou od roku 1982 chráněny jako historická památka.